# Борковская, Вера Иосифовна
Ве́ра Ио́сифовна Борко́вская (бел. Вера Іосіфаўна Баркоўская; род. 8 марта 1928, д. Курганы, Кировский район — 13 марта 2017, Бобруйск, Белоруссия) — советский передовик сельскохозяйственного проивзодства, звеньевая льноводческого звена колхоза «Родина» Кировского района Могилёвской области. Герой Социалистического Труда (1966).

## Биография
С 1946 года работала в колхозе «Родина» Кировского района Могилёвской области — полевод, звеньевая, бригадир, с 1974 года — звеньевая льноводческого звена. 

## Награды и звания
Герой Социалистического Труда  (1966) за успехи в производстве льна. 
Награждена орденами Красной Звезды, Трудового Красного Знамени, медалями.